# Шенгелая, Ариадна Всеволодовна
Ариа́дна Все́володовна Шенгела́я (урождённая Шпринк; род. 13 января 1937, Ташкент) — советская, российская и грузинская актриса театра и кино. Народная артистка Грузинской ССР (1979), Народная артистка РФ (2000).

## Биография
Ариадна Шенгелая родилась 13 января 1937 года в Ташкенте.
В 1960 году окончила ВГИК (актёрская мастерская В. Белокурова).
Была актрисой Русского драматического театра им. А. С. Грибоедова в Тбилиси, затем, с 1960 года — актрисой киностудии «Грузия-фильм». Её творчество получило высокую оценку Акакия Хоравы.
С 1980 года — актриса киностудии им. М. Горького.

## Семья
Отец — Всеволод Эдуардович Шпринк (1900—1965), экономист, переводчик, по национальности — немец. Мать — Анна Павловна Любимова
Первый муж — Эльдар Шенгелая (1933—2025), кинорежиссёр, сценарист, педагог, политик.
Дочери — Нато Шенгелая (род. 1958), актриса. Kатья (Екатерина Эльдаровна) Шенгелая (род. 1967).
Второй муж — Игорь Петрович Копченко (1946—2003), актёр, диктор и режиссёр дубляжа.

## Фильмография
- 1957 — Екатерина Воронина — Ирина Леднёва, дочь Леднёва, студентка мединститута
- 1958 — Евгений Онегин — Татьяна Ларина
- 1959 — Белые ночи — невольница в танцевальных мечтаниях
- 1960 — Евгения Гранде — Евгения Гранде
- 1960 — Люблю тебя, жизнь! (новелла «Верность») — Лена Топилина
- 1960 — Осторожно, бабушка! — Лена, директор Дома культуры
- 1961 — На берегах Ингури — Маноли
- 1962 — Суд сумасшедших — Регина Майер, массажистка
- 1962 — Увольнение на берег — Женя
- 1963 — Белый караван — рыбачка Мария
- 1964 — Гранатовый браслет — княгиня Вера Николаевна Шеина
- 1965 — Ромео, мой сосед — Нонна
- 1965 — Год как жизнь — Жанетта
- 1965 — Срок истекает на рассвете — Брикки Кольман
- 1966 — Выстрел — графиня Маша
- 1968 — Распятый остров — Лотта
- 1969 — Не горюй! — княгиня
- 1970 — Угол падения — Ирина Владимировна, жена Ильи Благовидова
- 1970 — Ференц Лист — Грёзы любви — княгиня Каролина Витгенштейн
- 1971 — Гойя, или Тяжкий путь познания — Жозефа
- 1972 — Похищение Луны — Каролина
- 1973 — Дмитрий Кантемир — Кассандра, жена Кантемира
- 1973 — И тогда я сказал — нет… — Тамара, мать Элика
- 1973 — Таланты и поклонники — актриса-гастролёрша
- 1973 — Чудаки — Маргарита, жена Трифония
- 1978 — Синема — княгиня
- 1979 — Простите нас — Клара
- 1980 — Цель — Надиде
- 1981 — Золотое руно — доктор Зайнаб
- 1981 — Хочу, чтоб он пришёл — мать Юли
- 1982 — Профессия — следователь — Малика Андреевна
- 1983 — Ученик лекаря — Мария, мать Тодорки
- 1984 — Кто сильнее его — Мария
- 1985 — Возвращение Будулая — военврач
- 1986 — Голова Горгоны — Анна Фёдоровна Самборская
- 1987 — Раненые камни — Асият
- 1987 — В Крыму не всегда лето — жена врача
- 1987 — Вот такая история... — мать Сергея
- 1991 — Чёрный принц Аджуба — Малика
- 1992 — Тишина — Эльга Борисовна Мукомолова
- 1994 — Дом на камне
- 1995 — Барышня-крестьянка — Арина Петровна, тётушка Хлупина
- 1997 — Волшебный портрет — ведунья
- 2002 — Бабий Яр — Хана

## Признание и награды
- Лауреат II Всесоюзного кинофестиваля в номинации «Премии для актёров» (1959, за фильм «Евгений Онегин»).
- В 1965 году была названа лучшей актрисой по опросу журнала «Советский экран» за роль в фильме «Гранатовый браслет».
- Народная артистка Грузинской ССР (1979).
- Народная артистка Российской Федерации (5 июня 2000 года) — за большие заслуги в области искусства[3].
- Орден Чести (2020, Грузия)[6][7].